# The Waste Lands
| Оценки критиков | Оценки критиков |
| Источник        | Оценка          |
| --------------- | --------------- |
| Allmusic        | [ 1 ]           |

The Waste Lands (с англ. «Затерянные земли») — восьмой альбом английской металлической группы Venom. Он является последним с участием басиста/вокалиста Тони Долана. Также альбом является последним перед воссоединением классического состава Venom — состава времен первых четырёх альбомов: Welcome to Hell, Black Metal, At War with Satan и Possessed. Рабочее название пластинки было «Kissing the Beast» (с англ. «Целуя зверя»), но участники группы сменили его, когда увидели обложку.

## Список композиций
Все песни написали Энтони Брей, Тони Долан и Джефф Данн.
| №   | Название            | Длительность |
| --- | ------------------- | ------------ |
| 1.  | «Cursed»            | 7:38         |
| 2.  | «I'm Paralysed»     | 2:32         |
| 3.  | «Black Legions»     | 3:44         |
| 4.  | «Riddle of Steel»   | 2:47         |
| 5.  | «Need to Kill»      | 5:11         |
| 6.  | «Kissing the Beast» | 3:23         |
| 7.  | «Crucified»         | 3:32         |
| 8.  | «Shadow King»       | 3:51         |
| 9.  | «Wolverine»         | 4:08         |
| 10. | «Clarisse»          | 4:49         |

## Состав
- Tony «Demolition Man» Dolan — вокал, бас-гитара
- Jeff «Mantas» Dunn — электрогитара
- Steve White — электрогитара
- V.X.S. — клавишные, звуквые эффекты
- Anthony «Abaddon» Bray — ударные